# ورزشگاه پرث
ورزشگاه پرث (به انگلیسی: Perth Stadium)، که به‌خاطر مقاصد اقتصادی با عنوان ورزشگاه آپتوس شناخته می‌شود، یک ورزشگاه چند منظوره در پرث، استرالیای غربی، حومهٔ برس‌وود مستقر است. در اواخر سال ۲۰۱۷ تکمیل شد و در ۲۱ ژانویه ۲۰۱۸ به‌طور رسمی افتتاح شد. ظرفیت کل ورزشگاه ۶۱٬۲۶۶ است که شامل اتاق ایستاده نیز می‌شود و آن را به‌سومین ورزشگاه بزرگ استرالیا (پس از ورزشگاه کریکت ملبورن و ورزشگاه استرالیا) رسانده‌است. این ورزشگاه را می‌توان تا ۶۵٬۰۰۰ صندلی برای ورزش‌های مستطیل شکل تمدید کرد.
ورزشگاه پرث در درجه اول برای فوتبال استرالیایی و کریکت استفاده می‌شود.
ورزشگاه پرث توسط کنسرسیومی به‌رهبری مالتی‌پلکس ساخته‌شد. اعلام محل برس‌وود در ژوئن ۲۰۱۱ در پی یک سری پیشنهادهای قبلی برای ورزشگاه از جمله مکان‌هایی در سبیاکو و پرث شرقی صورت گرفت. ورزشگاه پرث برنده جایزه جهانی ورسای در سال ۲۰۱۹ در رده ورزشی شد. این جایزه جهانی برای معماری و طراحی است.

## تاریخچه
در سال ۲۰۰۳، دولت استرالیای غربی یک فرمان را برای بررسی آینده مکان‌های بزرگ ورزشی در استرالیای غربی صادر کرد. برای انجام بررسی، یک هیئت وظیفه منصوب شد. ریاست آن را جان لانگوولانت، رئیس اجرایی اتاق بازرگانی و صنعت استرالیای غربی بر عهده داشت و گزارش نهایی خود را در ماه مه ۲۰۰۷ منتشر کرد. این گزارش، ساخت یک ورزشگاه جدید ۶۰٬۰۰۰ صندلی را یا در منطقهٔ پارک کیچنر یا در پرث شرقی توصیه می‌کرد که برای فوتبال استرالیایی، کریکت و همچنین ورزش‌های مستطیل شکل میدانی مانند فوتبال، راگبی ۱۵ نفره و راگبی ۱۳ نفره مناسب خواهد بود. هیئت وظیفه در برابر توسعه بیشتر سببیاکو اوال (ورزشگاه) توصیه کرد که تخریب خواهد شد. همچنین در برابر ساخت ورزشگاه جدید در محل برس‌وود توصیه شد و بیان کرد که «هزینه‌های توسعه در محل برس‌وود به‌دلیل شرایط مکان محلی و نیاز به ارتقاء قابل توجه برای حمل و نقل زیرساخت‌ها به طور قابل توجهی بالاتر خواهد بود.»
در ژوئیه ۲۰۰۷ دولت استرالیای غربی ترجیح خود را برای ساخت یک ورزشگاه جدید ۶۰٬۰۰۰ صندلی به‌جای توسعه مجدد سبیاکو اوال اعلام کرد و در اوایل سال ۲۰۰۸ تأیید کرد که سبیاکو اوال برای سوپر استادیوم جدید پرث تخریب خواهد شد تا در همسایگی کیچنر پارک ساخته‌شود.
قرار بود ورزشگاه جدید سبیاکو بین سال‌های ۲۰۱۱ تا ۲۰۱۶ ساخته‌شود و اکثریت ورزشگاه در سال ۲۰۱۴ به‌پایان برسد. قرار بود سبیاکو اوال بین سال‌های ۲۰۱۴ تا ۲۰۱۶ تخریب شود تا اجازه پایان ساخت و ساز در ورزشگاه پرث را دهد. ساخت و ساز صحنه‌ای اجازه می‌داد زمانی که ورزشگاه دو سوم با ظرفیت اولیه ۴۰٬۰۰۰ صندلی تکمیل شد فوتبال استرالیایی تا سال ۲۰۱۴ در محل جدید برگزار شود. مرحله نهایی در سال ۲۰۱۶ به‌پایان می‌رسید و ظرفیت ورزشگاه را به ۶۰٬۰۰۰ نفر گسترش می‌داد.
انتظار می‌رفت این ورزشگاه در درجه اول برای فوتبال استرالیایی با توانایی میزبانی کریکت، راگبی ۱۵ نفره، راگبی ۱۳ نفره و مسابقات فوتبال مورد استفاده قرار گیرد. برنامه‌ریزی شده‌بود که زمین خانگی تیم‌های وست کوست ایگلز و فریمنتل داکرز، دو تیم استرالیای غربی در لیگ فوتبال استرالیا باشد. همچنین برای میزبانی مسابقات تست اتحادیه راگبی، فوتبال و کنسرت‌های راک برنامه‌ریزی شدبود.
انتظار می‌رفت هزینه ورزشگاه کیچنر پارک به ۱٫۱ میلیارد دلار برسد که شامل ۸۰۰ میلیون دلار برای ساخت خود ورزشگاه و ۳۰۰ میلیون دلار در زیرساخت‌های مرتبط، اکتساب املاک، تشدید، زیرساخت‌های حمل و نقل و هزینه‌های دیگر بود. ساخت ورزشگاه جدید می‌توانست شامل انتقال ۲۷ اقامت خصوصی و انتقال ساکنان از یکی دیگر از ۶۶ املاک مسکن ایالتی اطراف سبیاکو اوال. این مستاجران مسکن دولتی در داخل منطقه سبیاکو جابه‌جا می‌شدند. این پروژه قرار بود توسط دولت استرالیای غربی تأمین مالی شود.

### مکان برس‌وود
در ژوئن ۲۰۱۱ دولت ایالتی اعلام کرد که ورزشگاه جدید در برس‌وود در بخش شمالی زمین گلف بورس‌وود پارک ساخته خواهد شد. دولت اعلام کرد که سایت بورس‌وود ترجیح داده می‌شود زیرا با تحولات اطراف بی بند و بار بود و سود اضافی متعلق به دولت بودن را داشت.

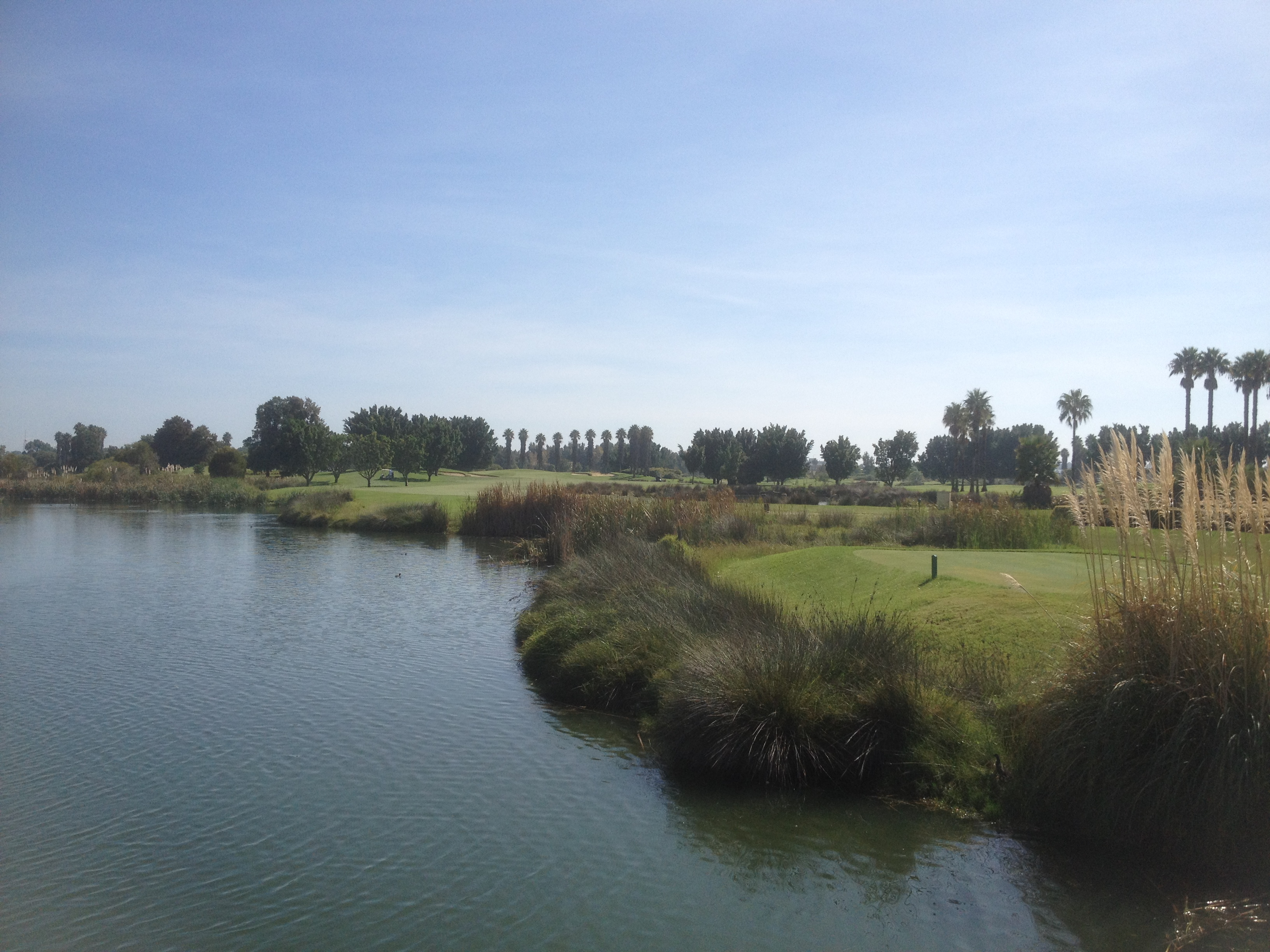
زمین گلف بررس‌وود پارک بسته‌شد و ورزشگاه در راس شمالی آن ساخته‌شد

دولت اعلام کرد که قرار بود برنامه‌ریزی برای ورزشگاه جدید در برس‌وود تا اواسط سال ۲۰۱۲ به‌پایان برسد و ساخت و ساز در سال ۲۰۱۴ آغاز شود و قرار بود در سال ۲۰۱۸ تکمیل شود. مالتی‌پلکس را به‌عنوان دارندگان قرارداد برای ساخت ورزشگاه اعلام کرد و شرکت پاپولوس را به‌عنوان مشاوران معماری پروژه منصوب کرد.

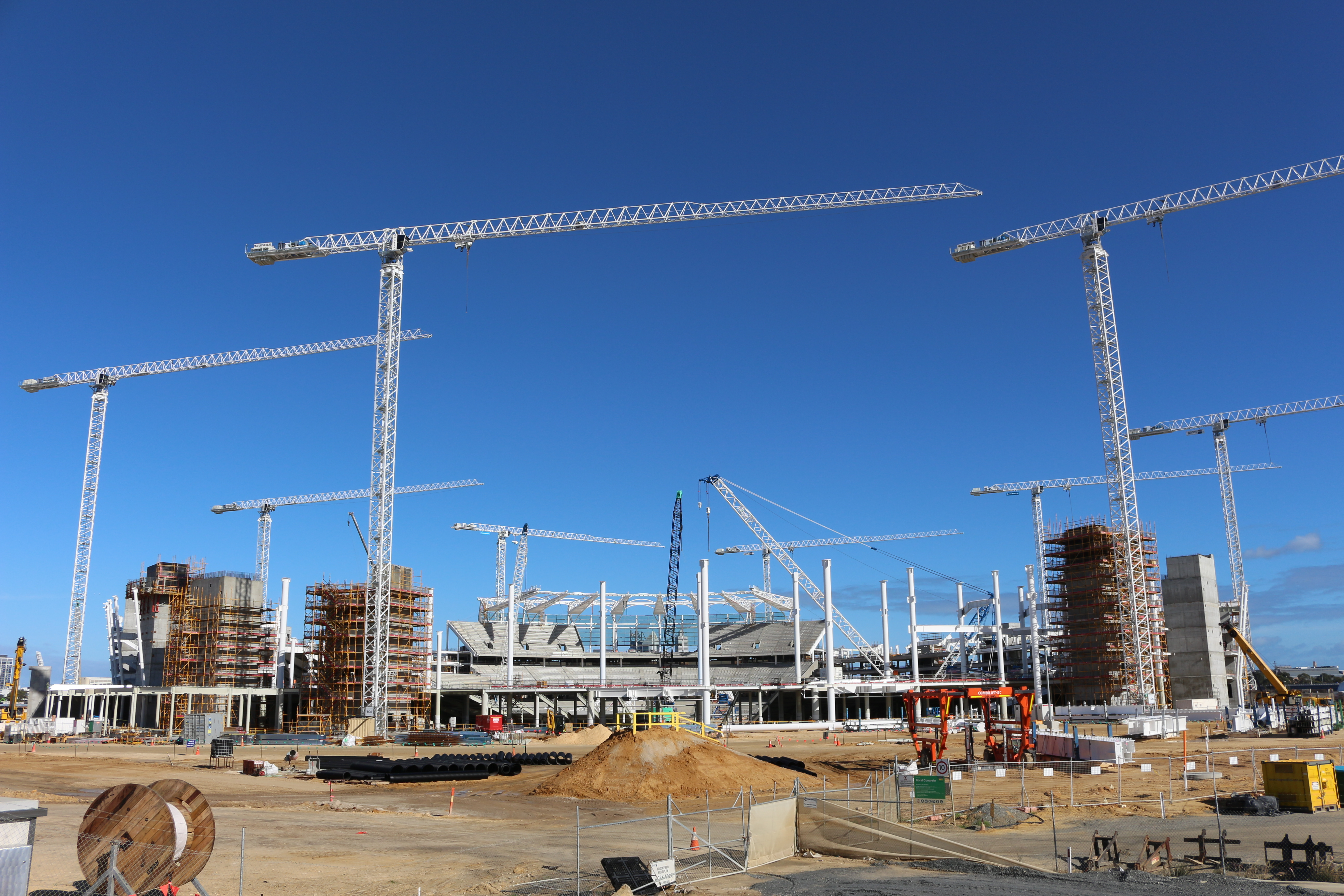
ورزشگاه پرث درحال ساخت و ساز، عکس گرفته‌شده از ویکتوریا پارک درایو در مه ۲۰۱۶

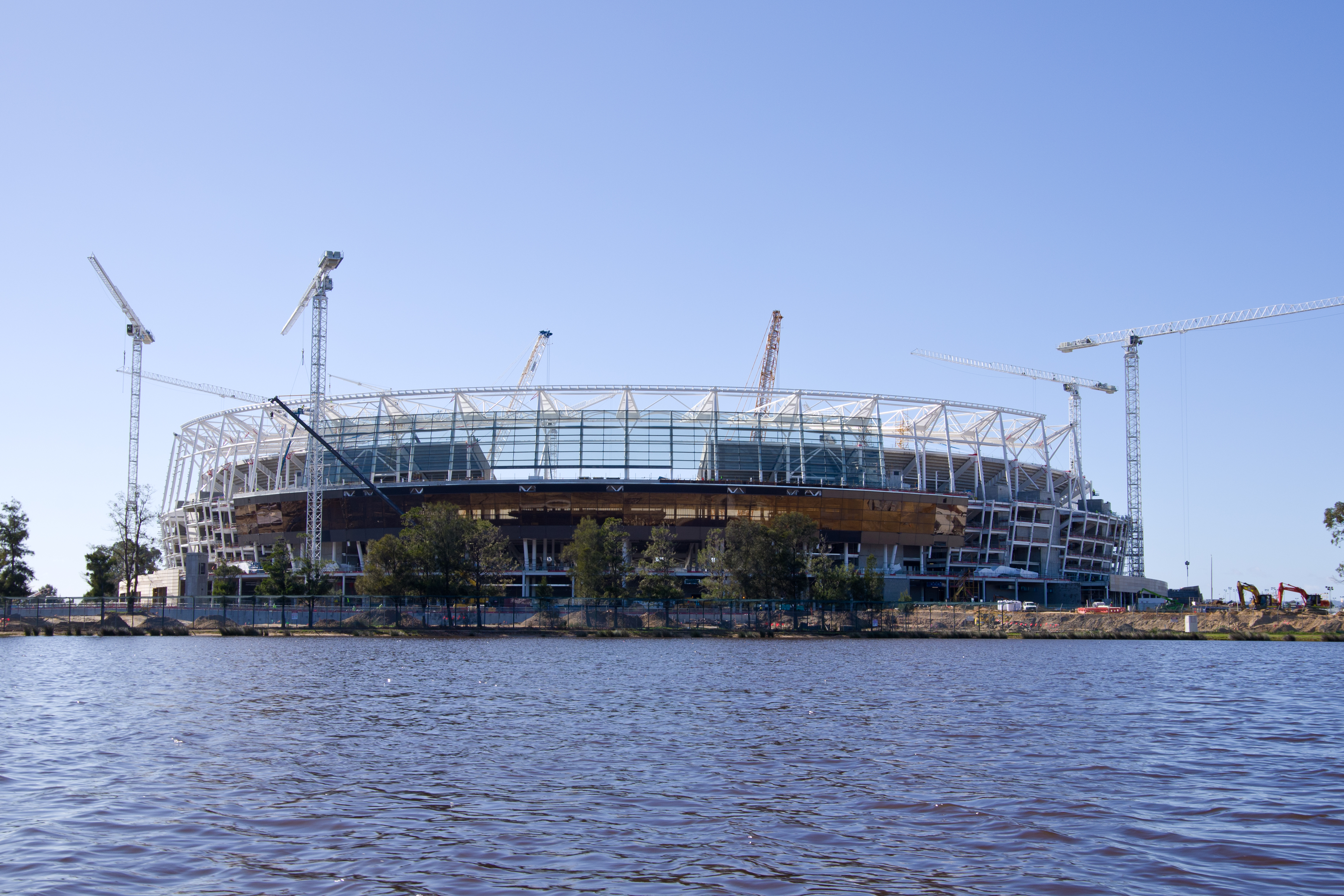
ورزشگاه پرث درحال ساخت و ساز، عکس گرفته‌شده از غرب پرث در ژوئیه ۲۰۱۶

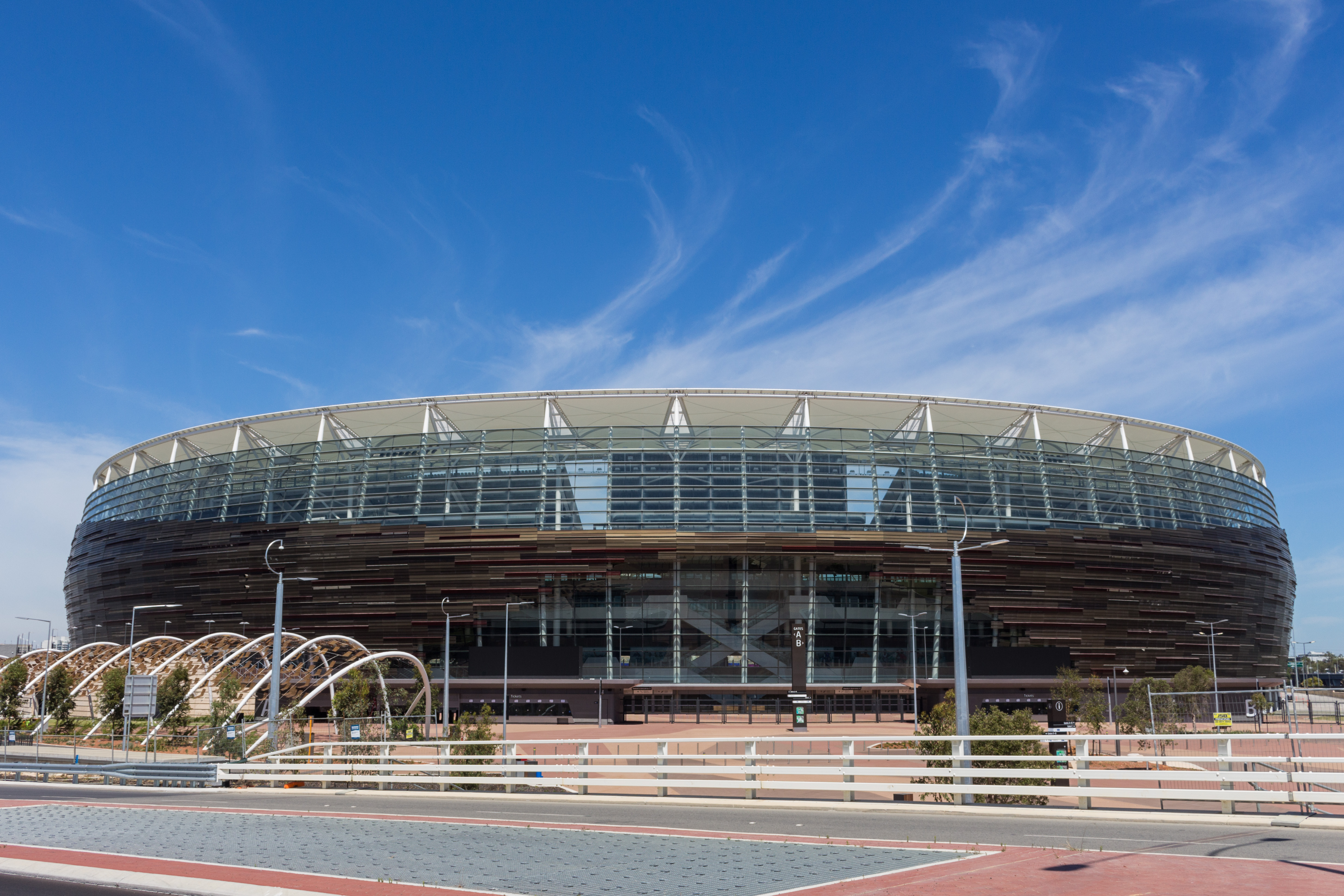
نمای بیرونی ورزشگاه در دسامبر ۲۰۱۷، نمای قهوه‌ای سبکی آن قابل مشاهده‌است